# Brookmerland
Brookmerland es un Samtgemeinde ("municipio colectivo") en el distrito de Aurich, en Baja Sajonia, Alemania. Está situado al sureste de Norden. Su sede se encuentra en el pueblo Marienhafe.
El municipio mancomunado está formado por los municipios miembros Marienhafe, Leezdorf, Osteel, Rechtsupweg, Upgant-Schott y Wirdum. El centro administrativo es Marienhafe.
Tiene 13.368 habitantes en 77,25 kilómetros cuadrados. Esto supone una densidad de población de 173 habitantes por kilómetro cuadrado, que no sólo es superior a la de Frisia Oriental (151,2), sino también ligeramente superior a la cifra comparativa de Baja Sajonia (171), pero inferior a la de la República Federal (unos 230).
La zona del municipio se extiende sobre una parte de la región histórica de Brookmerland, cuyo nombre procede de la palabra brōk, en frisio antiguo o bajo alemán antiguo, que designa un paisaje de canteras pantanosas que solía estar escasamente poblado. 
El patrimonio cultural del municipio incluye las iglesias históricas de Marienhafe y Osteel con sus órganos. También hay otros edificios históricos como casas de piedra, granjas  y molinos de viento.

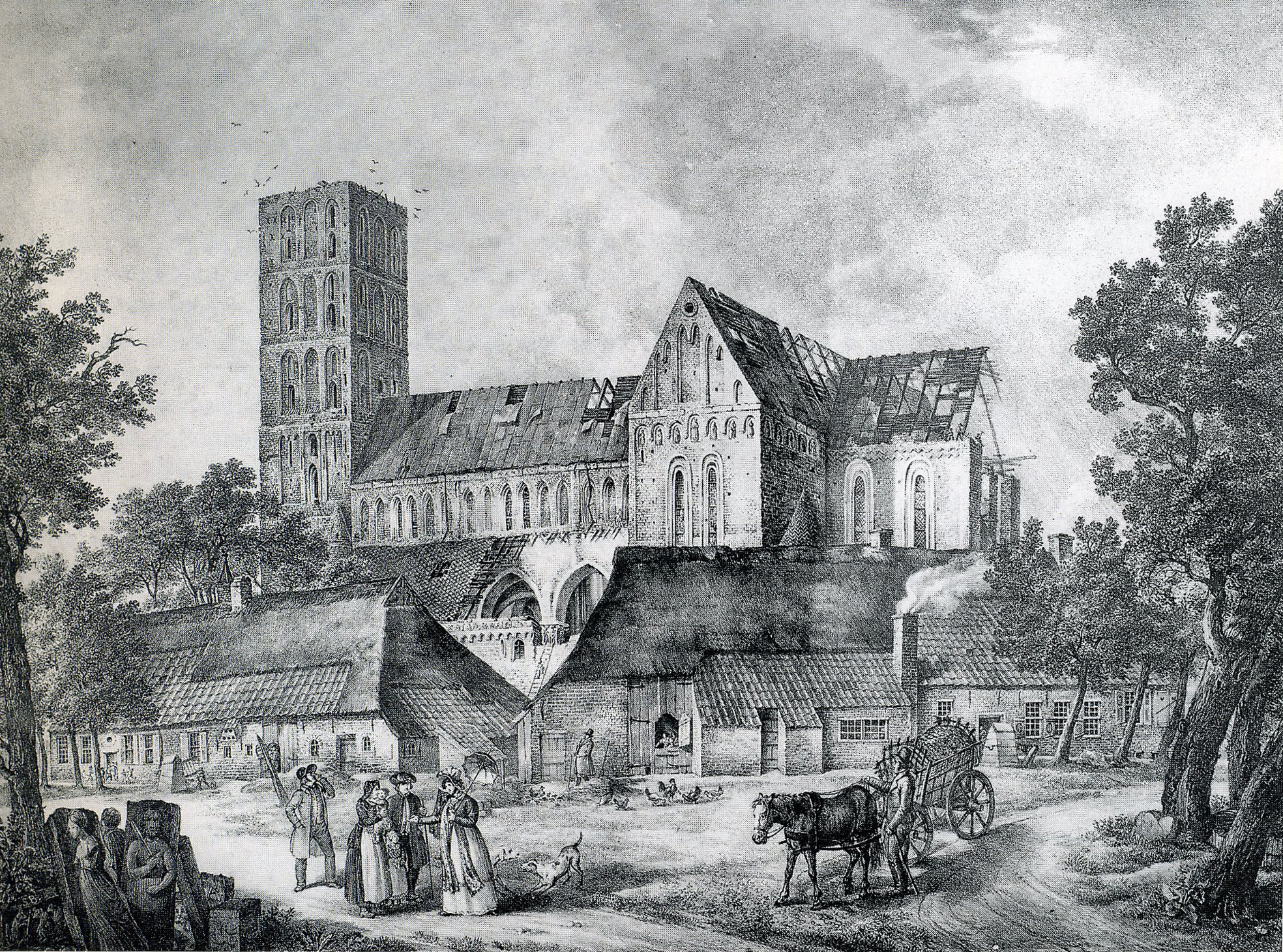
La iglesia de Marienhafe durante la demolición en 1829

Económicamente, la comunidad se caracteriza por empresas medianas, principalmente de abastecimiento local. El turismo también desempeña un papel importante, y los alrededores de Marienhafe se promocionan como Störtebekerland por ser el antiguo refugio del pirata Klaus Störtebeker. La agricultura desempeña un papel importante en el uso del suelo. En general, el municipio mancomunado de Brookmerland es un municipio de cercanías a las ciudades de Emden, Aurich y Norden, en medio de las cuales se encuentra Brookmerland. 
El Samtgemeinde Brookmerland consta de los siguientes municipios:
- Leezdorf
- Marienhafe
- Osteel
- Rechtsupweg
- Upgant-Schott
- Wirdum